# Nélson Couto e Silva Marques Lisboa
Nélson Couto e Silva Marques Lisboa, né le 17 avril 1930, est un ancien joueur brésilien de basket-ball.